# Кіткі
Кіткі (пол. Kitki) — село в Польщі, у гміні Дзежґово Млавського повіту Мазовецького воєводства.
Населення — 171 особа (2011).
У 1975-1998 роках село належало до Цехановського воєводства.

## Демографія
Демографічна структура станом на 31 березня 2011 року:
|          | Загалом | Допрацездатний вік | Працездатний вік | Постпрацездатний вік |
| -------- | ------- | ------------------ | ---------------- | -------------------- |
| Чоловіки | 89      | 24                 | 61               | 4                    |
| Жінки    | 82      | 22                 | 37               | 23                   |
| Разом    | 171     | 46                 | 98               | 27                   |